# Pseudolabrus sieboldi
 Pseudolabrus sieboldi és una espècie de peix de la família dels làbrids i de l'ordre dels perciformes.

## Distribució geogràfica
Es troba al Japó.